# Prințul Baiazid
Baiazid (în turcă otomană شهزادة بايزيد, în turcă Şehzade Bayezid; n. 1525, Constantinopol, Imperiul Otoman, Turcia – d. 25 septembrie 1561, Qazvin, Iran) a fost un prinț otoman. Era fiul sultanului Soliman Magnificul. Frații săi, Mustafa, Mehmet și Cihangir au murit înaintea lui, rămânând în viață doar el și un alt frate, Selim „Bețivul” (viitorul sultan Selim al II-lea). Baiazid a încercat să câștige tronul Imperiului Otoman.

## Context
Tatăl lui Baiazid a fost sultanul Soliman I (cunoscut sub numele de Legiuitorul sau Magnificul). Mama lui a fost Sultana Hürrem . El a domnit într-un sangeac din regiunea Anatolia a imperiului ca guvernator. Cu toate acestea , în timpul campaniei tatălui său la Nahicevan (o parte din Azerbaijanul modern) în 1553, el a fost desemnat să conducă în Istanbul (capitala otomană din Europa) pentru a controla Rumelia (teritoriile europene ale imperiului), în absența tatălui său. În timpul campaniei, fratele cel mare al lui Baiazid, Mustafa, a fost executat. Vestea execuției a provocat neliniște în toate părțile imperiului și un impostor, care pretindea ca ar fi fost  Mustafa, s-a răzvrătit împotriva lui Soliman în Rumelia. Dar Baiazid a prins impostorul și l-a predat sultanului, iar falsul Mustafa a murit, zicând: „De moare un prinț Mustafa, se nasc o mie. De se naște un sultan Soliman, mor o mie”. Deși rebeliunea a fost atribuită unui vizir, Soliman l-a suspectat pe fiul său Baiazid că a reacționat lent împotriva rebeliunii în mod intenționat.

## Revolta
Soliman a avut cinci fii. Al doilea fiu al lui, Mehmed murise cu un deceniu mai devreme. După executarea lui Mustafa ( care era, aparent, moștenitor al tronului ) și moartea lui  Cihangir ( cel mai mic frate, care a avut o sănătate precară), doar doi prinți aveau posibilitatea urcării pe tron : Selim și Baiazid. Selim era guvernator în Manisa și Baiazid era guvernator în Kütahya, două orașe la distanță aproape egală de capitala Istanbul. Soliman avea 60 de ani și concurența între cei doi frați pentru tron era evidentă. Soliman și-a certat fiii și a decis să le schimbe locurile lor de reședință. Selim a fost însărcinat să guverneze în Konya iar Baiazid în Amasya, ambele provincii fiind de această dată mai îndepărtate de Istanbul, dar tot la distanță egală. Selim a fost ascultător și imediat s-a mutat la Konya. Dar, spre disperarea tatălui său , Baiazid a ascultat numai după multe ezitări, pentru că Amasya era sangeacul lui Mustafa și el a considerat că este o umilință să i se dea acest sangeac spre guvernare. Înfuriat, Suleiman l-a acuzat pe Baiazid de rebeliune și l-a sprijinit pe Selim, fiul mai mare. Selim, împreună cu Sokollu Mehmet Pașa ( viitorul marele vizir ), l-a învins pe fratele său în luptă lângă Konya pe 31 mai 1559 .

## După înăbușirea revoltei
Baiazid a revenit la Amasya apoi a fugit în Persia condusă de dinastia Safavidă, cu fiii lui și o mică armată. Potrivit jurnalistului și istoricului turc  Murat Bardakçı, Sokollu a trimis o armată împotriva lui Baiazid pe care acesta a învins-o. Deși șahul Tahmasp I l-a primit bine la început pe Baiazid, el mai târziu l-a trimis la închisoare la cererea lui Soliman. Atât Soliman cât și Selim au trimis soli la șahul Persiei cu rugămintea de a-l executa pe Baiazid. Până la urmă, pe 25 septembrie 1561, Baiazid și cei patru fii ai săi au fost executați în Persia de către un călău otoman.
Baiazid a fost căsătorit cu sultana Rana, care i-a dăruit patru fii apoi cu sultana Defne, care i-a dăruit un fiu.